# هنري باسيه
هنري باسّت (بالفرنسية: Henri Basset)‏ (7 نوفمبر 1892 - 13 أبريل 1926)، هو لغوي ومُستشرق فرنسي، ولد في 7 نوفمبر 1892 في لونفيل في فرنسا، وتوفي في 13 أبريل 1926 في الرباط في المغرب. وهو إبن المستشرق الفرنسي رينيه باسيه.

## من مؤلفاته
- كتاب: «Essai sur la littérature des Berbères - دراسة في أدب الأمازيغ»، (صدر 1920)  ترجمة: الأكاديمي جمال أبرنوص في 2024.[1]